# Parada de Sil
Parada de Sil è un comune spagnolo di 841 abitanti situato nella comunità autonoma della Galizia.